# 外兴安岭

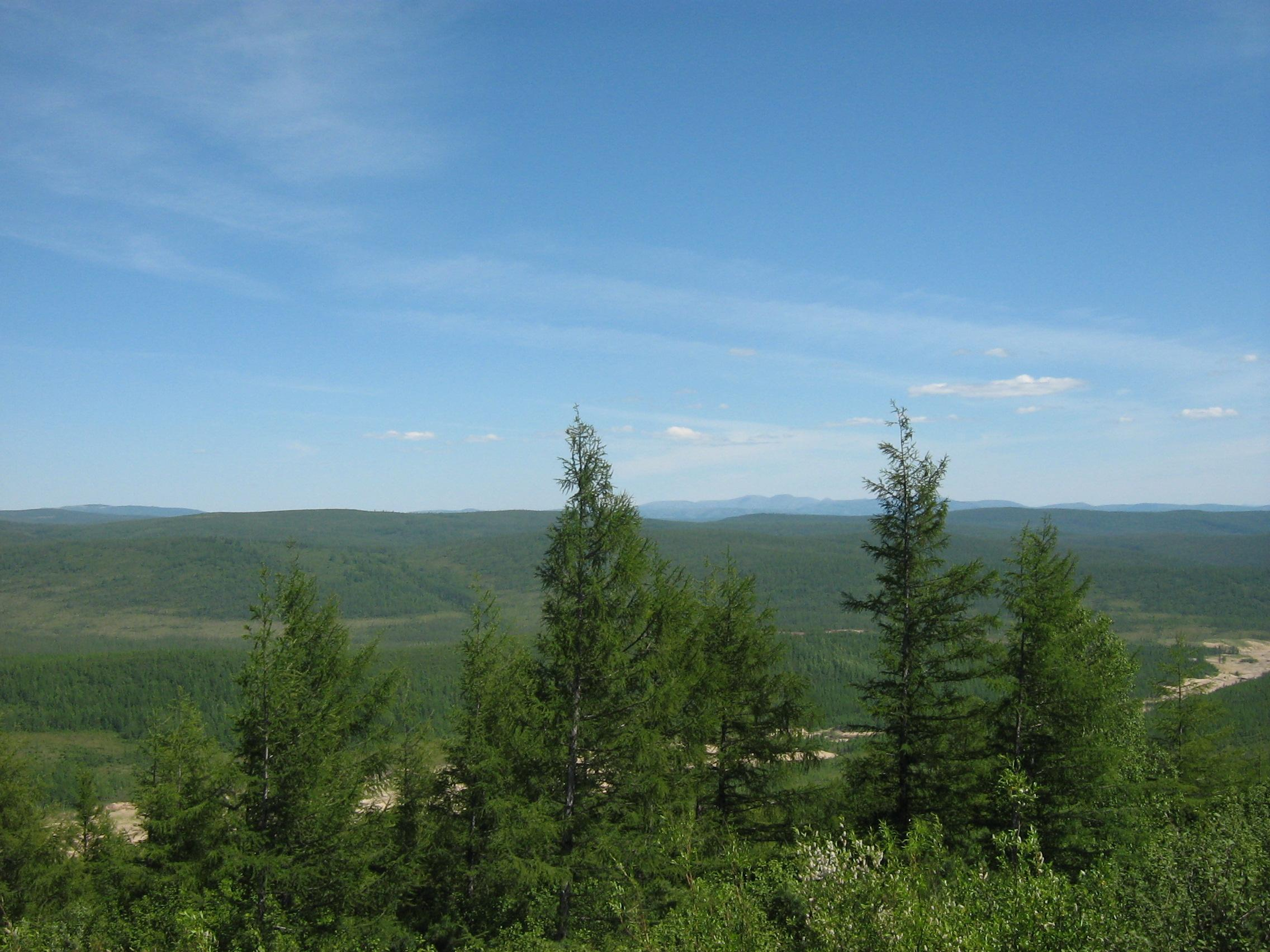
山谷中的松树和灌木丛

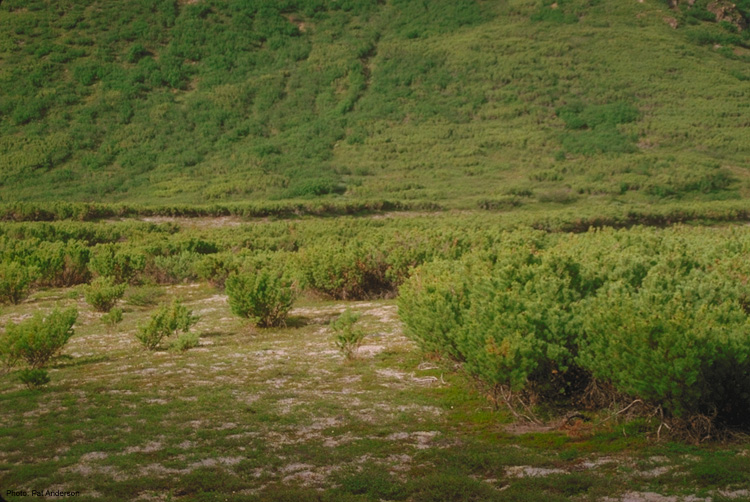
山下的灌木丛

外兴安岭（穆麟德轉寫：wehe noho amba hinggan；达斡尔语：^ ），俄羅斯稱斯塔诺夫山脉（俄语：Становой хребет），是俄罗斯远东联邦管区的山脉，位于黑龙江以北，阿穆尔州北端，穿过哈巴罗夫斯克边疆区中间。山脈全長725公里，最高峰炭岩山海拔2412米。

## 名称
直到20世纪早期，“斯塔诺夫山脉”可指斯塔诺夫山脉、雅布洛諾夫山脈、朱格朱爾山脈和科力馬山脈。“斯塔诺夫”意为“主要的”。鄂温克人称斯塔诺夫山脉、雅布洛諾夫山脈和朱格朱爾山脈为“Dzhugdzhur”，他们认为这是地球的脊梁。
中华人民共和国出版的地图标记为斯塔诺夫山脉（外兴安岭）。根据自然资源部2023年2月6日发布的《公开地图内容表示规范》第十四条规定，汉语版地图中“斯塔诺夫山脉”之后必须括注“外兴安岭”，汉语拼音版地图和外文版地图除外。

## 歷史
古代先后有肃慎、鲜卑、蒙古、契丹、女真、鄂伦春等民族在这一带生活。元朝时隸屬遼陽等處行中書省即遼陽行省管轄。明朝設置奴兒干都指揮使司外興安嶺以南即包括內、外東北地區皆置于明朝管辖之下。奴兒干都指揮使司廢棄后，其境内的卫所仍然存在，对当地实施羈縻统治。
17世纪沙皇俄国的哥萨克在西伯利亚发现了斯塔诺夫山脉。1643-1646年，根據雅庫特省長彼得·彼得罗维奇·戈洛文的命令，瓦西里·達尼洛維奇·波亞爾科夫率领了一支探險隊前往达斡里亚。山口穿過冰凍河流的河床：北坡穿過努亞姆河，南坡穿過穆利穆加河，终点是阿穆尔河口，成为第一个穿过斯塔诺夫山脉的陆地探险家。下一位是葉羅費·帕夫洛維奇·哈巴羅夫，他從雅庫茨克出发，沿著勒拿河、奧廖克馬河和通吉爾河，1650年1月到達通吉爾河的源头。哈巴羅夫有目的地瞄準了山脈的最低部分——高度不超過500米的奥廖克明斯基斯塔诺维克山脉，而波亞爾科夫則在1,000米以上克服了這一自然屏障。因此，通吉尔河谷被发现，在此后幾年內對確保外东北與雅庫特的聯繫至關重要。
哥萨克在黑龙江流域与清居民发生武装冲突。清朝与俄国在1689年9月7日签订《中俄尼布楚条约》。条约规定中、俄以外兴安岭和额尔古纳河为界，外兴安岭以南为中国领土。外兴安岭成为中俄的界山。1858年，第二次鸦片战争之际，英法联军威胁北京，俄国趁机武装进入瑷珲（今黑河市爱辉村），强迫与黑龙江将军奕山签订《中俄瑷珲条约》。条约规定黑龙江以北，外兴安岭以南，除瑷辉对岸江东六十四屯外，土地归俄国。至此外兴安岭成为俄国内陆的山脉。

## 水文
斯塔諾夫山脈是北冰洋（勒拿盆地）與太平洋（阿穆爾盆地）的分水嶺。山脈上有許多冰川，是勒拿河的主要水源之一。山的多个山峰是金字塔形的裸岩，沒有植被，山峰被森林覆蓋的狹窄而深的峽谷隔開。五月河和京普通河的源頭都在該範圍內。結雅河的源頭位於東端的托克斯坦诺维克山脈。
大托科湖是山地内最大的湖泊，位于阿尔丹高地。南面是托克斯坦诺维克山脉。向南2公里是小托科湖。

## 植物和动物
山坡上分布落叶泰加林，1,200米以上是偃松和永久冻土带。山脊是許多動物物種的棲息地。位於其境內及其腳下的國家公園保護動物。